# Guatteria tenera
Guatteria tenera är en kirimojaväxtart som beskrevs av Robert Elias Fries. Guatteria tenera ingår i släktet Guatteria och familjen kirimojaväxter. Inga underarter finns listade i Catalogue of Life.